# Mazarunius
Mazarunius is een geslacht van hooiwagens uit de familie Manaosbiidae.
De wetenschappelijke naam Mazarunius is voor het eerst geldig gepubliceerd door Roewer in 1943. 

## Soorten
Mazarunius is monotypisch en omvat slechts de volgende soort:
- Mazarunius oedipus